# 大分市立下郡小学校
大分市立下郡小学校（おおいたしりつ しもごおりしょうがっこう）は、大分県大分市にある公立小学校である。

## 概要
2001年（平成13年）4月に開校した比較的新しい学校であるが、2018年度（平成30年度）の全校児童数は約900名、学級数は29学級にのぼる大規模校である。 
校舎には、地域との交流のために地域交流スペースを設けている。また、教室、廊下、中庭広場は木材を多く用いた用し、温かみのある空間とされている。さらに、体育館や屋外トイレの洗浄水に雨水を利用したり、流水池の動力等に太陽光を利用する等、環境に配慮したエコスクールになっている。

## 沿革
- 2001年（平成13年）4月 - 大分市立滝尾小学校から分離して開校[3]。

## 通学区域
- 加納、北下郡の一部、希望ヶ丘1-2丁目、下郡北1-3丁目、下郡中央1-3丁目、下郡東1-2丁目、下郡南1-5丁目、南下郡[4]
全域が大分市立滝尾中学校の通学区域である。

## 主な出身者
- 髙木水月（女子柔道選手）